# Henri Brun (avocat)
Pour les articles homonymes, voir Brun et Henri Brun.
Henri Brun (1939-) est un avocat et professeur québécois. Il est un spécialiste de droit constitutionnel, de droit administratif et de droits de la personne. Auteur de nombreux ouvrages, il est l'un des constitutionnalistes les plus réputés au pays. Il a reçu le titre de Chevalier de l'Ordre national du Québec en 2015 et est professeur émérite de l'Université Laval.

## Apport au droit
Alors que le droit autochtone canadien est peu étudié et enseigné au Québec dans les années 1970, Henri Brun fait figure de pionnier dans ce domaine, par sa contribution à la Commission d'étude sur l'intégrité du territoire du Québec.
Il est co-auteur de Droit constitutionnel, un ouvrage largement utilisé dans la formation en droit des étudiants québécois de premier cycle, dans lequel s'exprime une véritable école québécoise du droit constitutionnel canadien.
S'affichant pour la souveraineté du Québec, il participe à la rédaction du préambule de l'avant-projet de loi sur la souveraineté du Québec en 1994.